# حبيل المقصرة (المسيمير)

تعديل مصدري - تعديل

حبيل المقصرة هي إحدى قرى عزلة المسيمير بمديرية المسيمير التابعة لمحافظة لحج، بلغ تعداد سكانها 30 نسمة حسب تعداد اليمن لعام 2004.